# Nossa Senhora do Mel
Nossa Senhora do Mel é uma imagem de Nossa Senhora de Fátima conhecida por verter milagrosamente sal e mel, e que desde o ano de 1993 visita lares e igrejas do Brasil.

## História
A devoção começa quando uma mulher da cidade paulista de Mirassol, Lilian Aparecida, teria ganhado uma estátua de Nossa Senhora de Fátima e se reunia junto a ela, todo dia 13 de cada mês, para rezar o Rosário. A imagem, no entanto, se quebrou, fazendo com que ela ficasse triste. Ela, então, foi presenteada por Rosa Alves Coelho, sua vizinha, com uma imagem nova, que teria adquirido em uma visita a Fátima, em Portugal, em 20 de outubro de 1991.
Após quase dois anos do ocorrido, no dia 13 de maio de 1993, Lilian viu que o rosto da imagem começou a verter lágrimas, chegando em vão a enxugá-la. A imagem, então, foi levada, então, para a Igreja de São José e Santa Teresinha e lá passou a também verter sal.
No dia 22 de maio, o sal teria se transformado em mel, incentivando muitos peregrinos a irem até a estátua testemunhar os fenômenos e pedirem graças à Virgem Maria. Assim, a imagem de Nossa Senhora de Fátima ficou conhecida por muitos brasileiros como "Nossa Senhora do Mel".
A imagem também é conhecida por verter outras matérias, como óleo tipo azeite e vinho, e por lacrimejar antes de algumas ocasiões e eventos importantes, como a perseguição aos cristãos no Sri Lanka que resultou em várias mortes, em 2019.